# FN SCAR
FN SCAR (Fabrique Nationale SOF Combat Assault Rifle, „щурмова карабина за сили със специално предназначение“) е автомат, произвеждан от американския клон на белгийската оръжейна компания Fabrique Nationale d'Herstal (FNH). SCAR се появява в резултат на конкурс за ново основно оръжие на специалните сили на САЩ
В края на 2003 г. командването на Силите за специални операции на САЩ (US Special Operations Command, US SOCOM) обявява задание пред редица производители на оръжие за нова модулна щурмова карабина, която да бъде ползвана от бойците в специалните подразделения на САЩ. След едногодишен конкурс, през декември 2004 г. US SOCOM излъчва за победител системата SCAR на FNH USA. В средата на 2005 г. новите карабини получават официалните армейски означения Mark 16 / Mk.16 SCAR-L и Mark 17 / Mk.17 SCAR-H. Те постъпват на въоръжение в действащи подразделения на американските специални части в Ирак и Афганистан. Първоначално се предполага пълна замяна на старите щурмови карабини М4/М16 със системата SCAR, но към 2010 г. US SOCOM преустановява поръчките на компоненти за системата Mk.16 SCAR-L. Като обяснение се изтъкват бюджетни съкращения. Доставките на Mk.17 SCAR-H и предвидената да замени DMR варианта на М14 Mk.25 продължават.
Модулната система SCAR се произвежда и може да бъде конфигурирана в два основни варианта – „лек“ (L, Light) в калибър 5,56x45 mm NATO, и „тежък“ (H, Heavy) в калибър 7,62x51 mm NATO. Промяната на калибъра от L към H се извършва в полеви условия със замяна на цевта, затворната рама и долния ресивер на оръжието. Всеки от вариантите L и H в зависимост от монтирането на съответна цев и/или горен ресивер, може да бъде преконфигуриран в подварианти „S“ (Standard), „CQC“ (Close Quarters Combat) или „SV“ (Sniper Variant). Габаритите варират в зависимост от варианта, като най-голямото тегло е на SCAR-H с удължена цев (3,72 kg), а най-малкото – на SCAR-L със скъсена цев (3,04 kg). Стандартният вариант на SCAR-L има тегло от 3,29 kg, дължина на цевта 351 mm и стандартен NATO пълнител с вместимост 30 патрона (за М16). Във всички варианти щурмовата карабина SCAR притежава еднакво устройство, едни и същи органи за управление, едни и същи процедури за обслужване, ремонт и почистване, както и максимална възможна взаимозаменяемост на детайли и аксесоари. Взаимозаменяемостта на детайлите между варианта L и H е 90%.
Щурмовата карабина SCAR притежава газово-възвратен механизъм с въртящ се затвор и къс ход на газовото бутало. Газовото бутало се разполага в самостоятелен газоотводен блок отгоре на цевта на оръжието и въздейства чрез удар на олекотен палец, свързан твърдо със затворната рама. Въртящият се затвор е със 7 упора. Цевната кутия на оръжието се състои от две половини – горна, в която се помещава цевта, затворната група, възвратната пружина и водачът ѝ, и долна, в която се намира спусковият механизъм. Горната половина е изпълнена от алуминий, долната е полимерна. Двете половини се съединяват посредством напречен щифт, намиращ се отпред в основата на пълнителя. В задната част на цевната кутия се намира вертикална релса, за която се фиксира сгъваемият приклад. Цевта на оръжието е лесно заменяема и съответната процедура изисква минимум инструменти и време. SCAR притежава двустранни органи за управление и възможност за препозициониране на ръкохватката за зареждане от двете страни на цевната кутия. Подобно на всички западни оръжия от този клас, има функционална затворна задръжка. По цялата горна, долна страна на цевната кутия и както и от двете ѝ страни са изпълнени направляващи релси тип Picatinny rail за монтаж на прицелни съоръжения, гранатомети, фенери и т.н. Прикладът е регулируем по дължина и височина.
Системата SCAR е приета на въоръжение в подразделения редица държави – армията на САЩ, Грузия, Мексико, Перу, Италия, Полша, Португалия и др.